# Горовое (Белгородская область)
Горовое — село Красногвардейского района Белгородской области. Входит в состав Новохуторного сельского поселения.

## История
В 1968 г. указом президиума ВС РСФСР село Гнилуша переименовано в Горовое, в память о Герое Советского Союза
Горовом Василии Стефановиче.

## Население
| 1859 | 1897 | 2002 | 2010 |
| ---- | ---- | ---- | ---- |
| 623  | ↗848 | ↘381 | ↘352 |